# Marc Ona
Marc Ona là người sáng lập và là Chủ tịch tổ chức "Brainforest", một tổ chức phi chính phủ nhằm bảo vệ môi trường ở Gabon, một quốc gia ở miền tây Trung Phi.
Marc Ona, một người phải sử dụng xe lăn để di chuyển, đã nỗ lực vạch trần các hiệp định về một dự án khai thác mỏ ở Gabon của Trung Quốc. Việc khai thác mỏ này đe dọa các hệ sinh thái của rừng mưa xích đạo. Dự án phát triển Belinga của Trung quốc là một dự án có kinh phí dự trù lên tới 3 tỷ 500 triệu dollar Mỹ để khai thác mỏ, trong đó có việc xây dựng một đê đập, một tuyến đường sắt và một cảng - đã được bí mật thương lượng mà không có sự tham khảo ý kiến các cộng đồng dân cư địa phương về tác động của dự án đối với môi trường của họ.
Năm 2009 Marc Ona đã được trao Giải Môi trường Goldman.